# Andrea Sacchi
Pour les articles homonymes, voir Sacchi.
Andrea Sacchi né le 30 novembre 1599 à Nettuno, dans la province de Rome, dans le Latium et mort dans la même ville le 21 juin 1661) est un peintre italien du mouvement baroque, actif à Rome.
Son style a influencé une génération d'artistes dont les peintres Nicolas Poussin et Giovanni Battista Passeri, les sculpteurs Alessandro Algardi et François Duquesnoy et son biographe et contemporain Giovanni Bellori.

## Biographie
Andrea Sacchi est le fils de Benedetto Sacchi, un peintre mineur. Cependant et d’après la biographie d’Ann Sutherland Harris datant de 1977, il serait le fils naturel de Niccolo’ Pellegrini da Fermo. Benedetto Sacchi ne serait que son fils adoptif.
Il est envoyé à l’école de Giuseppe Cesari, dit il Cavalier D’Arpino, où il apprend à peindre en copiant les œuvres de Raphaël, de Polidoro da Caravaggio, les statues et les marbres antiques. 
Il entre dans l'atelier de Francesco Albani, dont il fut le dernier élève et qui le met en contact des frères Agostino, Annibale et Lodovico Carracci.
Parti à Rome en 1621, il y passe la majeure partie de sa vie. Avec Pierre de Cortone (1596-1669), dont il fut le rival, il est actif dans le cercle de Cassiano Dal Pozzo et du cardinal Antonio Barberini (1569-1646) qui le commissionne pour l'église des Capucins et au palais Barberini.
En 1628, sous la direction de Pierre de Cortone, il travaille avec Andrea Camassei (1602-1649) pour la décoration de la galerie de la propriété de Tumoleto de Fassano, que le cardinal Giulio Cesare Sacchetti (1586-1663) a achetée en 1620 au florentin Vincenzo Mazzingli à Castel Fusano.
Il semble qu'une controverse l'opposa à Pierre de Cortone, après quoi il voyagea à Venise et à Parme et étudia les travaux du Corrège.
Deux de ses travaux majeurs se trouvent au Vatican.
Son fils illégitime, Giuseppe Sacchi, meurt jeune après avoir produit quelques œuvres.
Ludovico Trasi fait partie de ses élèves.

## Œuvres
- La Mort de sainte Anne, Rome, église San Carlo ai Catinari.
- Saint André, Rome, palais du Quirinal.
- Saint Joseph, Caponile Case.
- Retables à Pérouse, Foligno et Camerino.
- Didon abandonnée, vers 1630-1635, musée des Beaux-Arts de Caen.
- La Vision de saint Romuald, vers 1631, Rome, Pinacothèque vaticane.
- Interieur de Santa Maria in Vallicella, 1622, huile sur toile, 98 × 74 cm, Rome, Pinacothèque vaticane.
- Le cardinal Lelio Biscia, vers 1630, huile sur toile, 134,3 × 99,7 cm, Ottawa, Musée des beaux-arts du Canada.

## Galerie

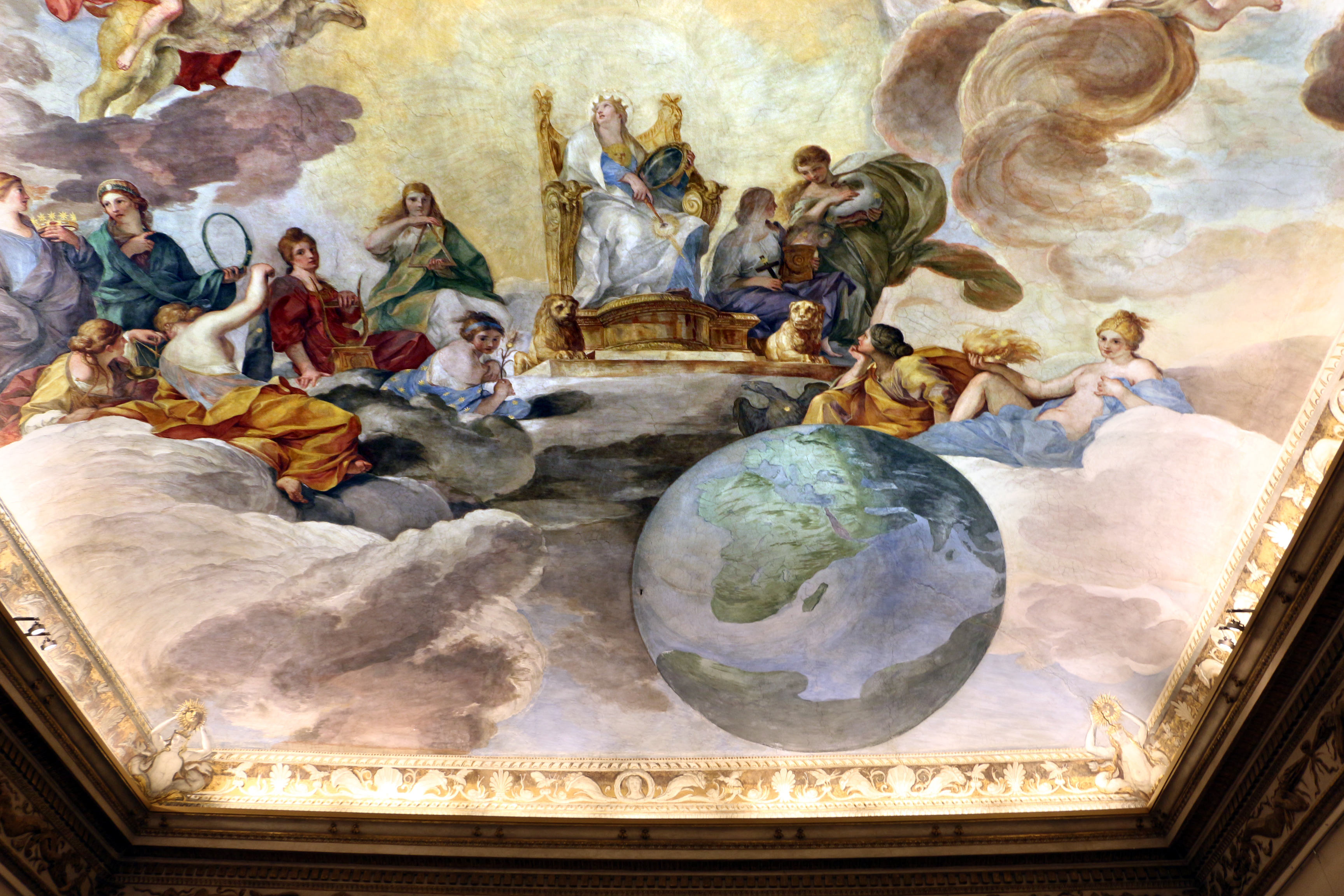
Allégorie de la Divine Connaissance, 1629-1633
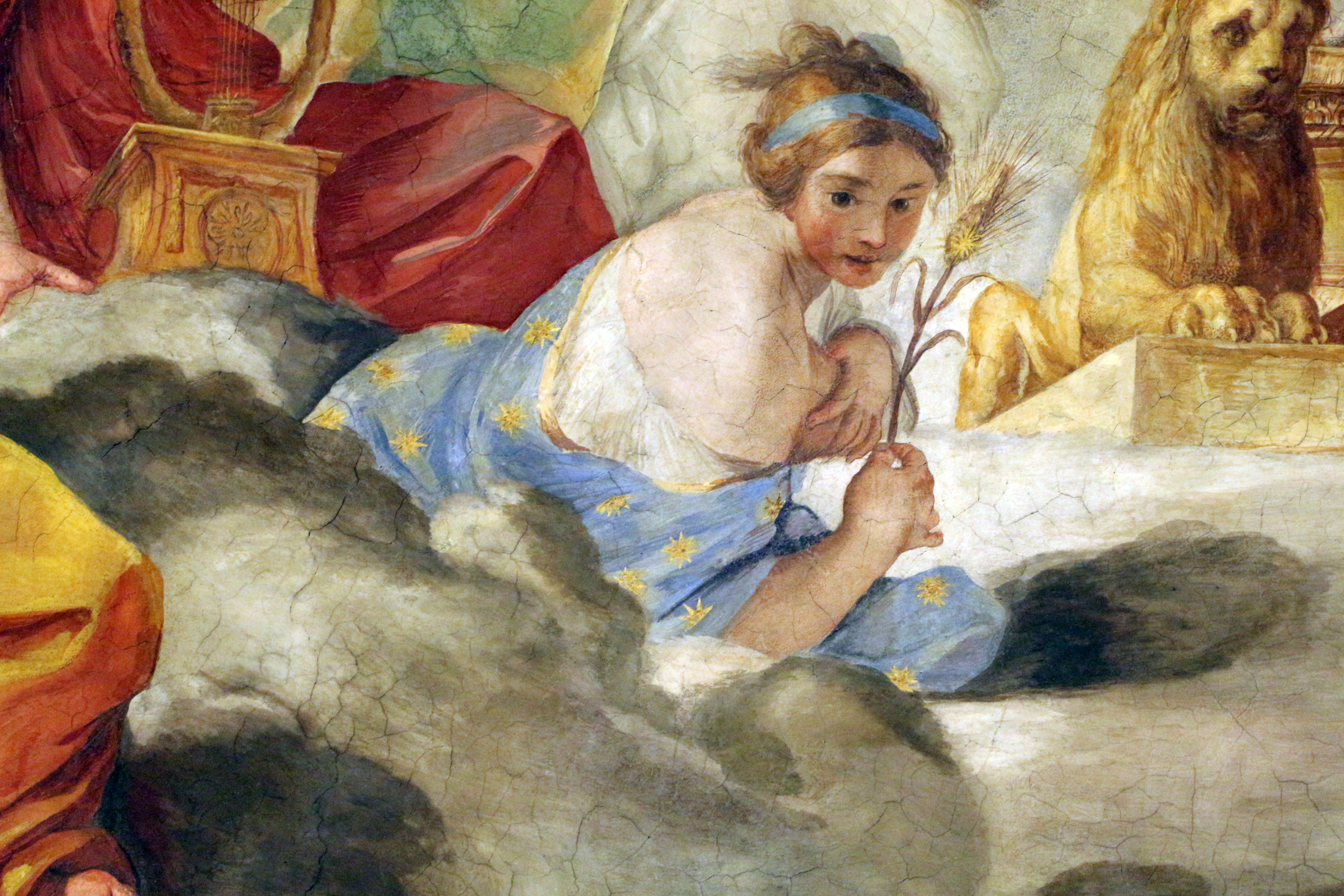
Allégorie de la Divine Connaissance (Autre Détail)
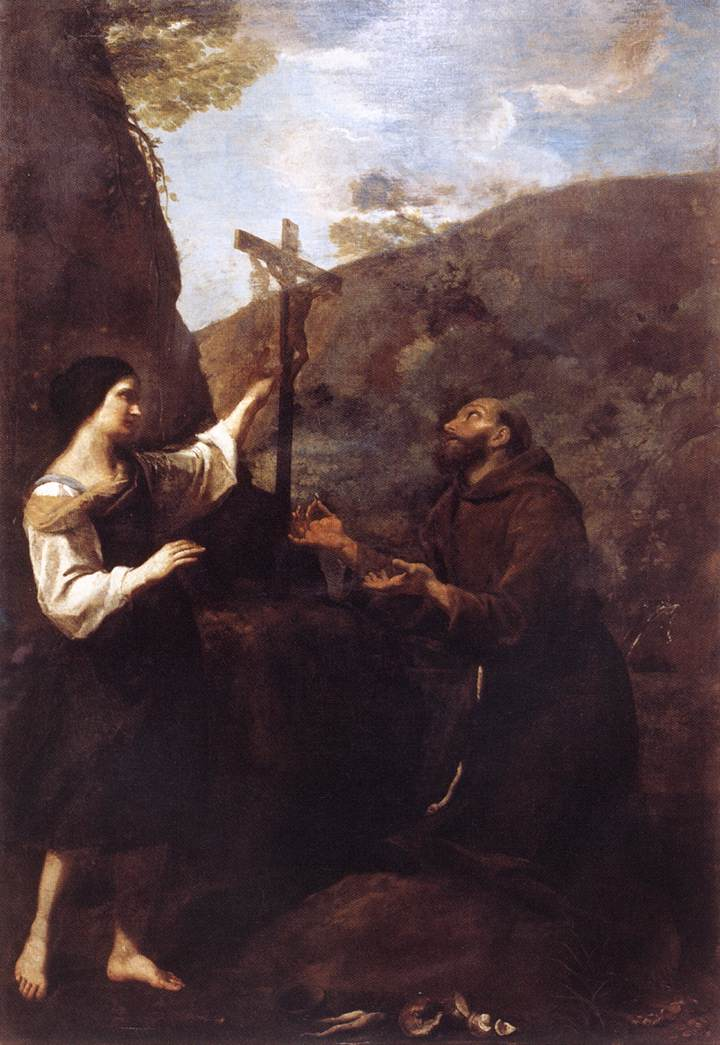
Saint François épousant la Pauvreté
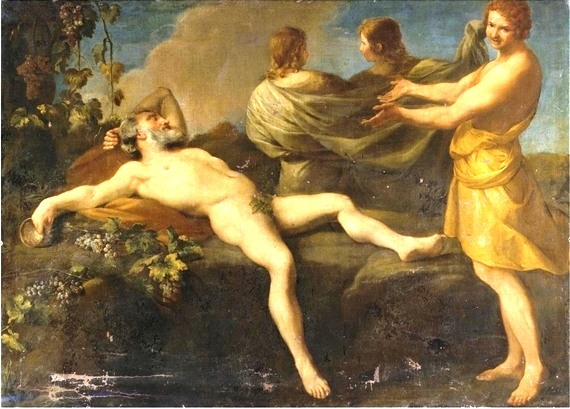
Noé et son fils.
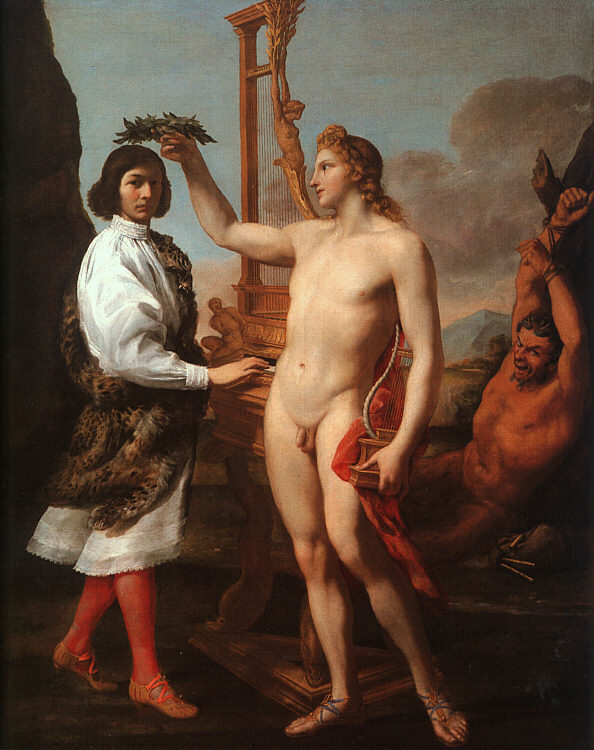
Marc-Antoine Pasquallini couronné par Apollon
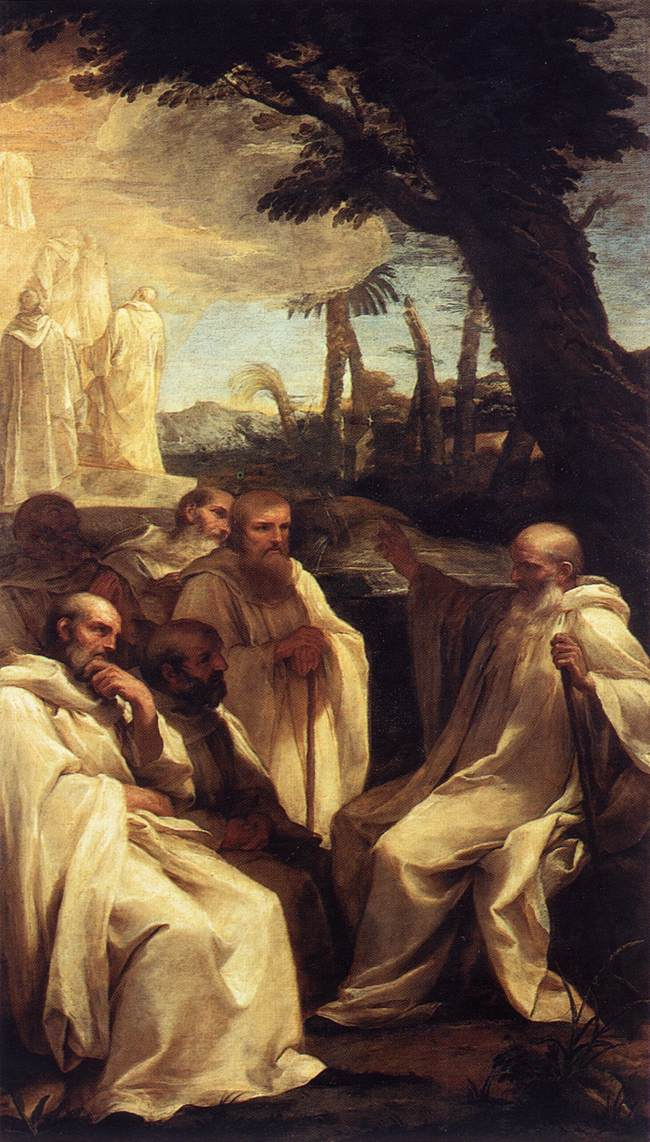
La Vision de saint Romuald (vers 1631), Rome, Pinacothèque vaticane.